# Carolina Peleritti
Carolina Peleritti (née le 2 juillet 1971 à Buenos Aires) est une actrice, mannequin et chanteuse argentine.

## Biographie
Carolina Peleritti tente une carrière de mannequin en Espagne dès l'âge de 16 ans. Mais elle rentre en Argentine au bout de quelques mois. C'est finalement à Buenos Aires qu'elle sera mannequin, carrière qu'elle suivra jusqu'à ses 23 ans avant d’arrêter pour devenir actrice aussi bien de cinéma, de télévision que de théâtre.
Elle débute dans des séries télévisées au début des années 1990. Mais l'échec de la série Cybersix, dans laquelle elle joue le rôle principal en 1995 (annulée au bout d'un mois faute d'audience), la pousse à se retirer de la télévision pour jouer au théâtre. Elle se lance dans le cinéma au début des années 2000. Son travail se verra récompensé en 2007 où elle gagne le Prix Sud de la « Meilleure actrice principale » pour son rôle d'Andrea dans ¿Quién dice que es fácil? mais aussi une nomination pour le prix de la « Meilleure actrice dans un second rôle » pour XXY de Lucía Puenzo.
En plus d'être comédienne, il lui arrive de chanter. Elle a étudié le chant dès ses 18 ans et elle chante pour la première fois devant un public aux côtés de Jaime Torres,. Elle continue en accompagnant d'autres artistes, comme en 2010 dans l'émission La jaula abierta en compagnie de Rita Cortese (es), Teresa Parodi et Lidia Borda (es). Puis réalise des concerts en solo.
En 2017, elle met un terme à sa carrière d'actrice pour se consacrer pleinement à la chanson folklorique.

## Filmographie

### Cinéma
- 1996 : Geisha par Rodrigo Ortiz et Eduardo Raspo : Ángela Sabater
- 2001  : El lado oscuro del corazón 2 par Eliseo Subiela : Miranda
- 2002 : Samy y yo par Eduardo Milewicz : Ofelia
- 2007 : ¿Quién dice que es fácil? par Juan Taratuto : Andrea
- 2007 : XXY par Lucía Puenzo : Erika
- 2011 : En fuera de juego par David Marqués : Ana Pecoraro
- 2012 : Días de vinilo par Gabriel Nesci : Ana
- 2013 : Inevitable par Jorge Algora : Mariela

### Télévision
- 1992 : Boro boro
- 1994 : La marca del deseo
- 1995 : Cybersix : Cybersix
- 2000-2001 : Tiempofinal
- 2002 : 099 Central : Marisa
- 2003 : Resistiré : Lucrecia
- 2004 : Jesús, el heredero : Paula Encina
- 2004-2005 : Historias de sexo de gente común
- 2005 : Teléfono descompuesto
- 2005 : Ringtone
- 2008 : Variaciones
- 2010 : Malparida : inspecteur Mendoza
- 2011 : El hombre de tu vida
- 2011 : Área 23
- 2012 : Amores de historia
- 2013 : Santos y pecadores
- 2014 : La Mision : Dolores
- 2020 : Boca a Boca

## Distinctions

### Récompenses
- 2007 Prix Sud : Meilleure actrice principale pour ¿Quién dice que es fácil?[8]

### Nominations
- 2007 Prix Sud : Meilleure actrice dans un second rôle pour XXY[9]
- 2008 Premios Cóndor de Plata (Condors d'argent) : Meilleure actrice pour ¿Quién dice que es fácil?[10]

## Voix francophones
Dans XXY, elle est doublée par Laurence Dourlens.